# Bernardo VIII de Cominges
Bernardo VIII de Cominges-Turena (Nos Bernardus de Convenis, vicecomes Turenne, primogenitus alte nobilitatis et potentis viri dom. B. de Convenis, Dei gratia comes Convenarum), sucedió a su padre, Bernardo VII, en la soberanía de Cominges, conservando el condado de 1312 a 1335, cuando le sucedió su hijo Juan I de Cominges que murió en 1339, con cuatro años de edad. Bernardo VIII es hijo de Bernardo VII de Cominges y de Laura de Montfort.

## Biografía
Para evitar que la soberanía del condado de Cominges recayese en la casa de Aragón, ya que la heredera legal era Cecilia de Cominges, condesa de Urgel, vizcondesa de Turena y condesa de Urgel, hermana de Juan I de Cominges, (Cecilia estaba casada con Jaime I de Urgel). Los estados de Cominges fueron heredados por el tío de Cecilia, Pedro-Ramón I de Cominges.

## Matrimonios y descendencia
Bernardo VIII de Cominges se casó en sus primeras nupcias con su prima Puella d´Armagnac, hija de Gerardo II, conde d´Armagnac y de Fezensac, y Marta de Béarn. Tras enviudar, se volvió a casar con Margarita de Turena, hija de Raimond VII vizconde de Turena. Y casado por tercera vez con Marta de la l'Isle Jourdan, hija de Bernardo IV, señor de l´Isle Jourdain y Margarita de Foix.
Bernardo VIII tuvo de su tercera mujer los siguientes hijos: 
- Juan de Cominges (1336-1339).
- Cecilia de Cominges (-1384). Casada en 1336 con el infante Jaime de Aragón, conde de Urgel. Hijo de Alfonso IV, Rey de Aragón y de Teresa, condesa de Urgel.
- Margarita de Cominges (-1349).
- Juana de Cominges, casada en 1350 con su primo-hermano Pedro-Ramón II de Cominges. Este matrimonio fue de conveniencia para evitar que los Estados Soberanos de Cominges cayeran en manos extranjeras.
- Leonor de Cominges (-1397). Casada el 17 de noviembre de 1349 con Guillermo Roger, conde de Beaufort. Sobrino del papa Clemente VI.
- Marta de Cominges, monja.
- Beatriz de Cominges, monja.

- Datos: Q2495979
- Multimedia: Bernard VIII, Count of Comminges / Q2495979